# Chrysso albipes
Chrysso albipes är en spindelart som först beskrevs av Saito 1935.  Chrysso albipes ingår i släktet Chrysso och familjen klotspindlar. Inga underarter finns listade i Catalogue of Life.